# Jazzopen Stuttgart
Jazzopen Stuttgart ist ein jährlich in Stuttgart im Sommer stattfindendes Jazzfestival. Neben Jazz sind dort aber auch andere Musikrichtungen wie Rock, Pop, Soul, Blues vertreten.

## Geschichte
Die Jazzopen Stuttgart sind 1994 als Nachfolger des Stuttgarter Jazzgipfel entstanden, den das Theaterhaus Stuttgart von 1988 bis 1992 mit dem Süddeutschen Rundfunk veranstaltete. Sie wird seither von der Opus Festival-, Veranstaltungs- und Management GmbH betrieben. Das Festival hat sich über die Jahre mehrfach vergrößert, beispielsweise verdoppelte sich von 2006 auf 2007 die Anzahl der Veranstaltungstage (von vier auf damals acht), aber auch die Anzahl der Konzerte und der Besucher (auf damals 15.000). Jazzopen Stuttgart entwickelte sich weiter zum „Publikumsmagnet“ und zog 2018 an elf Tagen 45.000 Besucher an. Zuletzt präsentierte das Festival jährlich über 50 Acts an 12 Tagen, und es kommen mittlerweile rund 60.000 Besucher zum Festival.
Einzelne Konzerte wurden regelmäßig für Radio (SWR1, SWR2) und Fernsehen (ARD/SWR/3sat) aufgezeichnet. Im Jahr 2013 fand erstmals ein Live-Stream auf Arte Live Web statt, zwei weitere folgten 2015. 2015 entstand erstmals eine 3-stündige Festivaldokumentation mit einer Zusammenfassung von sechs Konzerten an zwei Tagen und zahlreichen Backstage-Berichten, die auf SWR Fernsehen ausgestrahlt wurde.
2017 wurden die Jazzopen mit dem Branchenpreis Live-Entertainment-Award als das „Festival des Jahres“ ausgezeichnet.

## Projekte und Besonderheiten des Festivals
Die Festivalveranstalter entwickeln regelmäßig spezielle Fusion- oder Orchester-Projekte, wie etwa Roger Hodgson & Stuttgarter Philharmoniker (2007, 2013) oder die Soul Night feat. Joss Stone & Solomon Burke (2009), die exklusiv bei Jazzopen stattfinden. Konzerte junger Nachwuchsbands aus Baden-Württemberg, die sich über den playground BW-Wettbewerb für junge Talente rekrutieren, haben seit 2009 auf dem Festival einen festen Platz erhalten. Auch finden Open-Stage-Konzerte bei freiem Eintritt statt.

## Preisverleihungen
Seit 2010 wird im Rahmen des Festivals die German Jazz Trophy verliehen. Mit ihr wurden unter anderem Dave Holland, Chris Barber, Ralph Towner, Klaus Doldinger, Dee Dee Bridgewater, Abdullah Ibrahim und Billy Cobham für ihr Lebenswerk ausgezeichnet.

### Wolfgang Dauner Award
Seit 2025 werden zudem mit dem Wolfgang Dauner Award jährlich jüngere Musiker geehrt. Erstmals wurde der Preis am 6. Juli 2025 im Haus der Musik im Fruchtkasten an Shai Maestro vergeben.

## Spielorte
Das Festival fand im Laufe seiner Geschichte an unterschiedlichen Spielstätten statt – darunter Kultur- und Kongresszentrum Liederhalle, Alte Reithalle im Hotel Maritim, Altes Schützenhaus, Scala Ludwigsburg, Berliner Platz, Freilichtbühne Killesberg, Innenhof der LBBW am Stuttgarter Hauptbahnhof (2003–2004), Pariser Platz am Hauptbahnhof (2005–2008), Messe Stuttgart (2009), Porsche-Arena (2010), BIX Jazzclub (seit 2007), Mercedes-Benz Museum (seit 2008), Ehrenhof des Neuen Schlosses am Schlossplatz Stuttgart (seit 2011).
Mittlerweile gibt es jährlich vier Festivalbühnen: Ehrenhof am Neuen Schloss, Altes Schloss, SpardaWelt - Eventcenter, Bix Jazzclub. Des Weiteren finden Konzerte auf den eintrittsfreien Bühnen im StadtPalais – Museum für Stuttgart, Musikpavillon auf dem Schlossplatz, Domkirche St. Eberhard sowie im Kunstmuseum Stuttgart statt.

## Künstler (Auswahl)
Übersicht von Künstlern, die im Rahmen der jazzopen seit 1994 aufgetreten sind. Dass viele Künstler im Lauf der Jahre mehrfach beim Festival aufgetreten sind, hat dem Festival auch den Vorwurf der Redundanz eingetragen.
| Jahr | Künstler (ab 1994) |
| ---- | --- |
| 2024 | Herbert Grönemeyer & Band mit den Stuttgarter Philharmonikern, Sting, Lenny Kravitz, Sam Smith, Jamie Cullum, Parov Stelar, MEUTE, Nik West, Veronica Swift, Angélique Kidjo, Marcus Miller, The Cat Empire, Al Di Meola, Richard Bona, Meshell Ndegeocello, Lizz Wright, Lawrence, Bernhoft, Giordana Angi, Billy Cobham, Lee Ritenour & Dave Grusin, McCoy Legends, Jakob Manz Groove Connection, Jazzrausch Bigband, Paolo Fresu & Omar Sosa & Miklós Lukács, Lakecia Benjamin, Bobby Watson, Donny McCaslin, Rita Ray, Lehmanns Brothers, Marco Mezquida Trio, Immortal Onion x Michal Jan, Marcus Zimmermann, Konyikeh, Diana Ezerex, Daniel Torres, Discovery Collective, Elif, Nnavy, Roni Kaspi, Mavi Phoenix, Moses Yoofee Trio, Marco Mezquida, Younee, Mulay, Ikan Hyu, Ava Vegas, Axel Kühn Trio, Janayah, Ambre Vallet, TALYA, Louisiana Funky Butts, Memphies Special, Noir de Soul, FRANZI, JISKA, jules, The Rehats, The Stereolines |
| 2023 | Simply Red, Deep Purple, Grace Jones, Die Fantastischen Vier, LP, Parov Stelar, Paolo Nutini, Beth Hart, Joss Stone, Cory Wong, St. Paul & The Broken Bones, Madrugada, Melody Gardot, Meute, Branford Marsalis, Arturo Sandoval, Snarky Puppy, Jools Holland and his Rhythm & Blue Orchestra, Mike Stern Band, Kenny Garrett, James Morrison, Michael Wollny Trio, Steve Turre, Emile Parisien Sextet feat. Theo Croker, Carl Verheyen Band, Samara Joy, Count Baischy Swingtett, Dreiviertelblut, THALA, Ina Forsman, Salsafuerte feat. Yumarya, Harold López-Nussa, Marius Neset, Tankus The Henge, Adrien Brandeis, Marco Mezquida, Fola Dada, Salomea, Juno Francis, C’est Karma, Cologne, Still In The Woods, Louisiana Funky Butts, PHI, Brass Busters, Bigtown Bandits, Diana Ezerex, SAMEKA, Quartertone, Andromeda Turre, Anna Stucky, listentojules                                                                                       |
| 2022 | Yessaï Karapetian, Herbie Hancock, Arturo Sandoval, Judith Hill, Joe Jackson, Melingo, Quinteto Astor Piazzolla, Sarah McCoy, Sarah McKenzie, Till Brönner, Spyro Gyra, Gretchen Parlato, Stanley Clarke, Modern Standards Supergroup, Pink Martini, Bê Ignacio, Hypnotic Brass Ensemble, Jakob Bänsch, Gregory Porter, Al Di Meola, David Sanborn, Fabia Mantwill Quintet, Dameronia’s Legacy feat. Dick Oatts, Natia Todua, Larkin Poe, Jamie Cullum, Sepalot Quartet, Julian Moreen, Jorja Smith, Celeste, Suzanne Vega, Judith Hill, MADANII & LLUCID, Mary Summer, John Legend, Jessie J, Richard Bona, Alfredo Rodriguez, Benjakob, Van Morrison, Robert Plant & Alison Krauss, Rymden, Ganna, Jan Lundgren, Cruel Hearts Club, Sting |
| 2021 | Soul Diamonds XXL, Ola Onabulé, Mario Biondi, Ntjam Rosie, Louisiana Funky Butts, Thomas Siffling, Fola Dada, Katie Melua, Element of Crime, Itamar Borochov, Chilly Gonzales & Kaiser Quartett, Kathrine Windfeld, Liam Gallagher, Imelda May, Ben Howard, Black Sea Dahu, Indra Rios-Moore, Lianne La Havas & Sophie Hunger, Parov Stelar, Ina Forsman, LP & Amy Macdonald, Jazz Morley |
| 2020 | (Jazzopen 2020 wurden wegen der Corona-Pandemie abgesagt) |
| 2019 | Christina Aguilera, Dee Dee Bridgewater, Bob Dylan, Emeli Sandé, Aloe Blacc & José James, Terence Blanchard & E-Collective, Wolfgang Dauner, Jazzmeia Horn, Chick Corea, Bobby McFerrin, Jamie Cullum & LP, Julia Biel, Marius Neset & Yaron Herman Trio, Nik West & Ida Nielsen, Christian Sands Trio, The KBCS, Sing the Truth, Leopold, Holler my Dear, Judith Hill, Camille O’Sullivan & Las Migas, Fola Dada & Martin Meixner, Worldwide Standard Quintet, 5K HD, Kwadi, Donny McCaslin, Ghost Note, Parov Stelar, Pérez-Cohen-Potter Quintet, The Windwalkers, Steve Cathedral Group, Into the Fray, Chilly Gonzales & Kaiser Quartett, AK Ambience feat. Jumaa, Hitboutique, Jakob Bänsch Collective, Blue Corner Collective, Bill Evans and the Spy Killers &SNEJ, Soul Diamonds XXL, Sixmiles – Jazzwalk & Bitte Benimm Dich, Mnozil Brass, Jonah Nilsson                                                                                   |
| 2018 | Jamiroquai, Kraftwerk, Jamie Cullum, Joss Stone, Lenny Kravitz, Die Fantastischen Vier, Gary Clark Jr., Gregory Porter, Pat Metheny, Till Brönner, Stanley Clarke, LP, Marcus Miller, Ibeyi, Booka Shade, GoGo Penguin, Michael Wollny Trio, Christian McBride, Meshell Ndegeocello, Younee, Tears for Esbjörn, Rolf & Joachim Kühn, Jason Moran, Indra Rios-Moore, Allan Harris, Chico Freeman, Omer AVital, Knower, Moon Hooch, David Helbock, First Strings on Mars, Echoes of Swing, Jazzkantine. |
| 2017 | Quincy Jones, Buddy Guy, Norah Jones, Tom Jones, Jamie Cullum, George Benson, Dee Dee Bridgewater, Steve Winwood, Herbie Hancock, Wayne Shorter, Kamasi Washington, Jan Delay Disko No. 1, Chucho Valdés, Bob Geldof, Beth Hart, Jacob Collier, Michael Kiwanuka, Lee Ritenour, Dave Grusin, Abdullah Ibrahim, Chilly Gonzales, Manu Katché, Jason Moran, Sebastian Studnitzky, Georg Breinschmid Trio, Bokanté, Joey DeFrancesco, Jazz – The Story, Melingo, Kinga Głyk, Mark Berube, Ola Onabulé, Dinosaur, Sarah Ferri, Isabella Lundgren, Allotria Jazz Band, Royal Groovin'. |
| 2016 | Van Morrison, David Gilmour, Cro meets Jazz, Santana, Jamie Cullum, Klaus Doldinger, Chick Corea Quintet, Branford Marsalis Quartet with Special Guest Kurt Elling, Keb' Mo', The Stanley Clarke Band, Ruthie Foster, Lizz Wright, Dr. Lonnie Smith, Antonio Sánchez and Migration, Avishai Cohen Trio, Turtle Island Quartet, Dana Leong & Band, Renegade Brass Band, Nils Petter Molvaer, Ester Rada, Jon Cleary, Cécile McLorin Salvant, Steps Ahead, Cyrille Aimée, Christian Scott. |
| 2015 | Gregory Porter & Metropole Orkest, Dianne Reeves, Max Herre & Kahedi Radio Orchestra – MTV Unplugged, Zaz & SWR Big Band, Jamie Cullum & Big Band, Sarah McKenzie, Rhiannon Giddens, Caro Emerald, Mario Biondi, Bob Geldof, Carl Verheyen, The Bad Plus + Joshua Redman, Marcus Miller, Mariza, Addys Mercedes, David Sanborn, Brad Mehldau, Kovacs, Jarrod Lawson, Dana Leong, GoGo Penguin, Justin Kauflin, Emily Bear, Lizz Wright, Magnus Öström, Ruthie Foster, Hailey Tuck, TRI, Stuttgarter Kammerorchester feat. Kálmán Oláh & Mini Schulz, Ralph Towner. |
| 2014 | Van Morrison, Mavis Staples, Keb’ Mo’, Sheila E, James Hunter, Herbie Hancock, Wayne Shorter, Christian Scott, Jamie Cullum, Dr. John, Tedeschi Trucks Band, Jimmie Vaughan, Gregory Porter, Marius Neset, Trondheim Jazz Orchestra, Snarky Puppy, Wolfgang Dauner, Nikki Yanofsky, Cody Chesnutt, Ed Motta, Brian Auger, Camille O’Sullivan, Alexander Stewart, Jazz Factory Orchestra, Siyou'n'Hell, Chris Barber. |
| 2013 | Zaz, Steve Winwood, Bonnie Raitt, Roger Hodgson mit Band & Stuttgarter Philharmoniker, Lang Lang, Dee Dee Bridgewater & das Radio-Sinfonieorchester Stuttgart des SWR, Stefanie Heinzmann, Chilly Gonzales, Vijay Iyer Trio, Diana Krall, Robert Glasper Experiment, Richard Bona, Nina Attal, Nessi, Charles Pasi, Kate Miller-Heidke, John Pizzarelli Quartet, Marius Neset, Get the Blessing, Shemekia Copeland, Tingvall Trio, Errorhead, Pedrito Martinez. |
| 2012 | Madness, Vintage Trouble, NuSports, George Benson, Keb’ Mo’, Robert Cray, Melody Gardot, Jill Scott, Katie Melua, Till Brönner, Roger Cicero, Salsafuerte, Curtis Stigers, Larry Carlton, Bugge 'n' Friends, Esperanza Spalding, Joey DeFrancesco, Terri Lyne Carringtons MOSAIC PROJECT feat. Dianne Reeves u. a., Lizz Wright, Raul Midon, Dr. John, Kurt Elling, Anthony Strong, Nicolas Folmer & Daniel Humair, Tonbruket, Lizzy Loeb, Maria Baptist, Rusconi, Soul Rebels, Kyle Eastwood, Monty Alexander. |
| 2011 | B.B. King, Mothers Finest, Chicago, Blood, Sweat & Tears, Paolo Conte, Michael Bolton, Tedeschi Trucks Band, Klaus Doldingers Passport, Goran Bregović & His Wedding and Funeral Band, Sing the Truth feat. Angélique Kidjo, Dianne Reeves, Lizz Wright, Matt Bianco, Chico Freeman, Joey DeFrancesco Trio, Jeff Lorber Fusion, Helen Schneider, An Pierle & White Velvet, Hidden Orchestra, Grace Kelly, Le Sacre du Tympan. |
| 2010 | Earth, Wind & Fire, Booker T., Starry Starry Night feat. Anna Maria Kaufmann, Katie Melua, Till Brönner, Curtis Stigers und den Stuttgarter Philharmonikern, Randy Crawford, Joe Sample, Pink Martini, Alvin Lee/Jan Akkerman, Dauner´s Salon, Bill Evans/Robben Ford, Max Greger, Bolero Berlin, Camille O’Sullivan, Robin McKelle, Hattler, José James, Burnt Friedman & Jaki Liebezeit, Mic Donet, Mungo Jerry, Jacques Loussier Trio. |
| 2009 | Katie Melua mit den Stuttgarter Philharmonikern, Grace Jones, Lenny Kravitz, James Morrison, Marianne Faithfull, Sonny Rollins, Joss Stone & Solomon Burke, McCoy Tyner Trio, Chris Potters Underground, Trybez, Anna F., Martin Harley, Brian Auger, Wolfgang Dauner, Joe Jackson, Lee Ritenour, John Scofield, The Manhattan Transfer, Pasadena Roof Orchestra, Joshua Redman, China Moses, Cubanismo, Olivia Trummer, Soil & Pimp Sessions, Kühntett, Studnitzky Trio, Florence Rawlings, Caracol. |
| 2008 | Paul Simon, Lenny Kravitz, Erykah Badu, Diana Krall, The Crusaders & Nils Landgren Funk Unit, Chicago, Mike Batt & die Stuttgarter Philharmoniker, Patti Austin, Roy Hargrove, Raul Midón, Helen Schneider, Manu Katché, Till Brönner, Curtis Stigers, Al Jarreau, Dianne Reeves, Nils Petter Molvaer, Level 42, Esperanza Spalding, James Carter, Richard Galliano, Melodie Gardot, GLOBAL.DANCE.KULTURE, The Taylor Eigsti/Julian Lage Duo, Wolfgang Schmid Kick, Le Sacre Du Tympan. |
| 2007 | Wynton Marsalis, Tom Gaebel & His Big Band, Roger Hodgson, Malia, Denis Gäbel Trio Feat. Jasper Blom, Tower of Power, Incognito, Peter Fessler + Joo Kraus / Kristjan Randalu Quartet, John Legend, De Phazz, Joshua Redman, Dee Dee Bridgewater, Angelique Kidjo, An Pierle & White Velvet, Steely Dan, Blood Sweat & Tears, Nighthawks feat. Pat Appelton, Joss Stone, Triband, Wolfgang Haffner & Band, Family Jazz Sunday, Curtis Stigers, Nils Wülker. |
| 2006 | Tribute to Albert Mangelsdorff, Joe Jackson, Randy Newmann, Herbie Quintet, Joy Denalane, Triband, Nina Hagen & The Capital Dance Orchestra, LE bigband, Willy de Ville Acoustic Trio, San Glaser, Dicke Fische. |
| 2005 | Lauryn Hill, James Brown, Katie Melua, Till Brönner, Al Di Meola, Roy Hargove, Nicola Conte, Lynne Arriale, Wolfgang Haffner, Balcknuss, Jamie Lidell, Amos Lee. |
| 2004 | George Clinton Parliament / Funkadelic, Silje Nergaard, Nils Landgren, Bugge Wesseltoft, McCoy Tyner Trio, The Pointer Sisters, Les McCann, The BBC Big Band, New York Voices. |
| 2003 | Stereo MC’s, Nightmares On Wax, Cassandra Wilson, Die Fantastischen Vier, Candy Dufler, Incognito. |
| 2002 | Randy Crawford, Nana Mouskouri Jazzproject, DePhazz, Joy Denalane, Klaus Doldinger RMX, Randy Brecker, Charlie Mariano, Gregor Hübner, Richie Beirach, Stuttgarter Philharmoniker, Jens Thomas, Christof Lauer, Junior Mance, Alex Wilson, Jacky Terrasson, Geoff Keezer, Bill Charlap. |
| 2001 | George Benson, Al Jarreau, Dave Brubeck, Dee Dee Bridgewater, St. Germain, Nils Petter Molvaer, West Coast All Stars, Jane Monheit, Bebel Gilberto, Joo Kraus, Maria Ochoa. |
| 2000 | Trio, Fred Wesley´s Funk Explosion feat. Pee Wee Ellis, Tower of Power, Kurt Elling Quartet, Natalie Cole, Chico César, Daniela Mercury. |
| 1999 | Peter Fessler, Bobby McFerrin, Rosemary Clooney, Lionel Hampton & His Orchestra, Indigo Swing, Dee Dee Bridgwater, Chucho Valdés Septet, Ladysmith Black Mambazo, Khadja Nin, Noa. |
| 1998 | Afro Cuban All Stars, Habib Koité & Bamada, Mory Kante, King Sunny Ade, Nils Landgren, Bootsy Collins, Thomas D, Smudo, Albert Mangelsdorff, Charlie Mariano & Joachim Kühn, Urszula Dudziak, John Handy + Maharaj Brothers, Jens Zygar & Markus Stockhausen, John McLaughlin Group. |
| 1997 | Isaac Hayes, Charlie Mariano, Dianne Reeves, BB King, Keb Mo, Joe Zawinul, Dino Saluzzi, Wolfgang Dauner. |
| 1996 | Klaus Doldinger, Maceo Parker, Defunkt, Groove Collective, Cassandra Wilson, Bobby Hutcherson & Ron Carter, Carlos Santana. |
| 1995 | The Neville Brothers, Dr. John & Band, Steve Lacy Quartet feat. Albert Mangelsdorff, Klaus Doldinger, Wolfgang Dauner, Pharao Sanders, Trilok Gurtu, Victor Bailey, Jean-Paul Bourelly, Manu Dibango, Salif Keita, Terry Bozzio, Jack Bruce, Cassandra Wilson, Mick Karn, David Torn, Mark Feldman, Nguyen Le, Vernon Red. |
| 1994 | John Scofield & Pat Metheny Quartet, Ornette Coleman Quartett, Rabih Abou-Khalil Perfume Project, The Band from Utopia – a tribute to Frank Zappa, Randy Crawford, ESP2. |

## CD-/DVD-Produktionen
- 2008–2016 jazzopen – Das Doppelalbum
- Katie Melua with the Stuttgart Philharmonic Orchestra, DVD-Aufnahme des jazzopen-Konzerts 2009 (89 Min.)
- 1994–2008: jazzopen – Das Doppelalbum zum Festival. Doppel-Album